# Легкий авіаносець

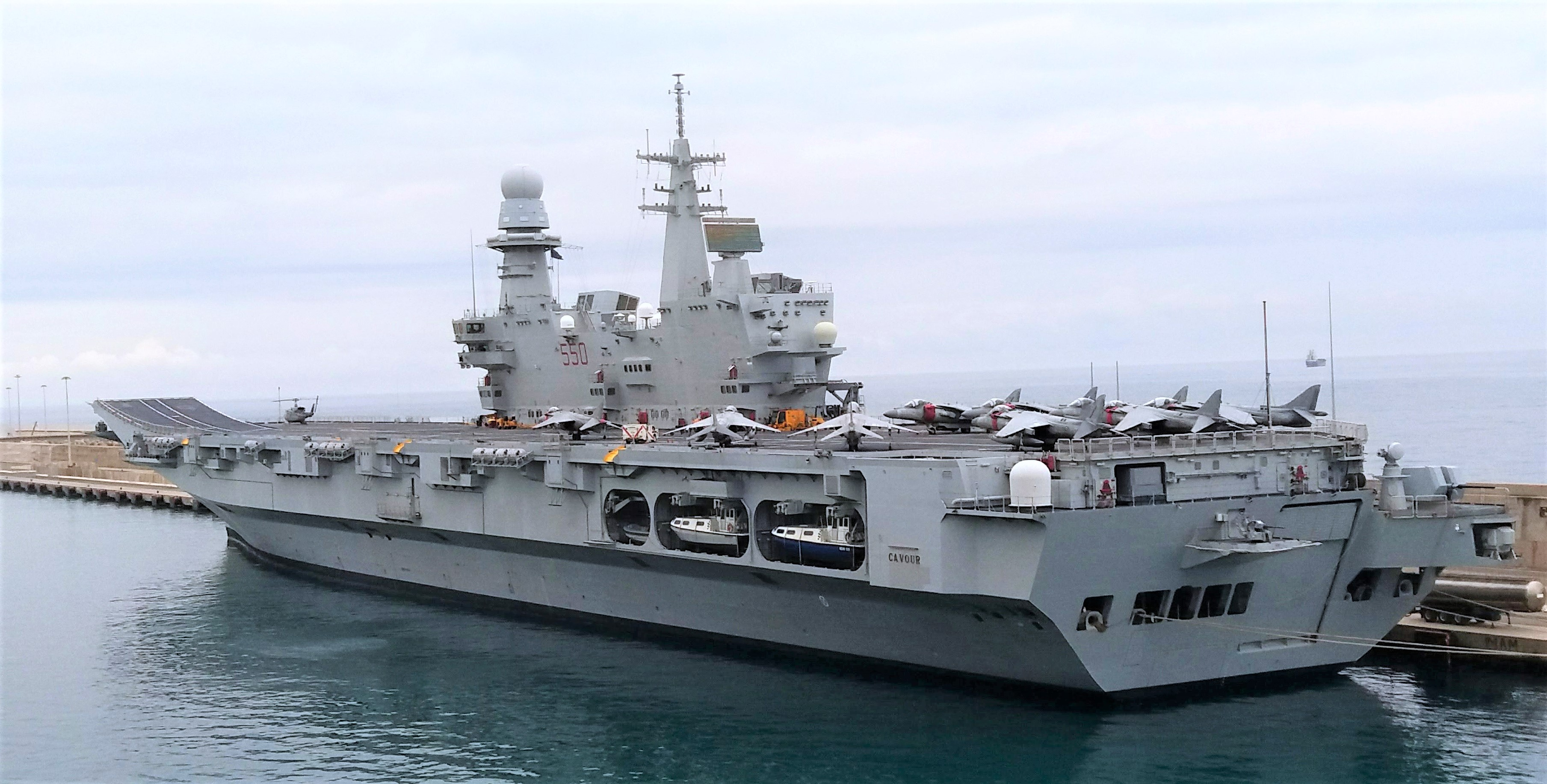
Cavour (C 550)

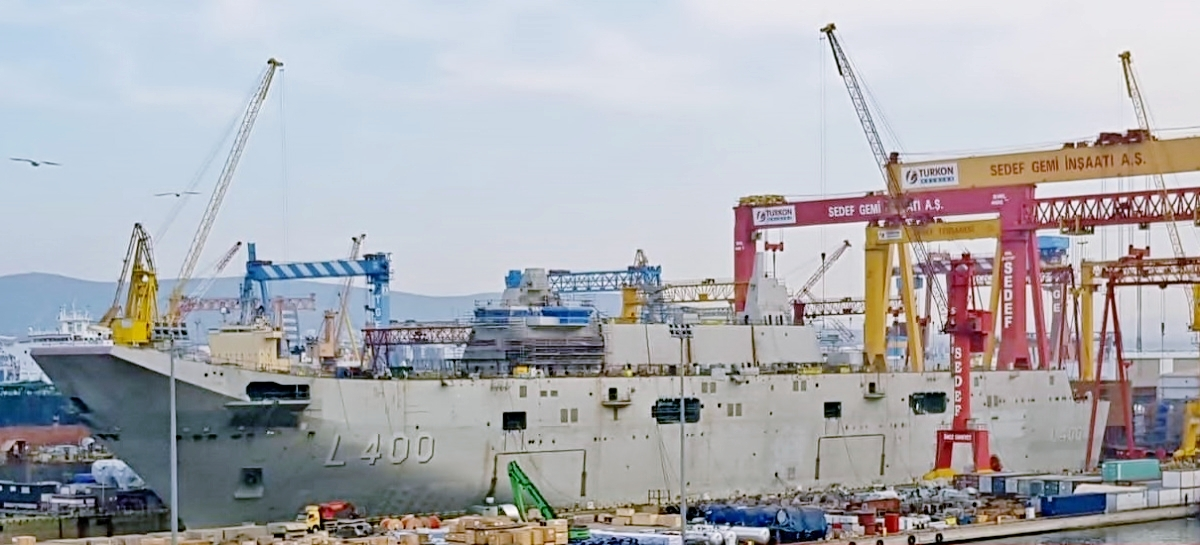
TCG Anadolu

Легкий авіаносець — різновид авіаносця, що має менші розміри, ніж авіаносець флоту. Конкретне значення цього терміна різне у різних країнах. Концепція легкого авіаносця значною мірою подібна до ескортного авіаносця,  але, на відміну від останнього, він має вищу швидкість для дій у складі ескадри. Ескортні авіаносці часів Другої світової натомість призначалися насамперед для охорони конвоїв та забезпечення повітряної підтримки під час десантних операцій. У сучасному значенні легкими називають авіаносці тоннажністю 11 — 25 тисяч тонн, основою авіагрупи яких є літаки вертикального злету та приземлення.

## Історія
Під час Другої світової війни у ВМС США побудовано певну кількість легких авіаносців шляхом відповідної переробки наявних корпусів крейсерів. Авіаносці класу «Індепенденс», переобладнані з  легких крейсерів класу «Клівленд», були незручними кораблями для базування авіації через вузьку та коротку злітну палубу, і як «плавучі летовища» значно поступалися американським ескортним авіаносцям. Тим не менш, ці кораблі мали достатню швидкість, аби супроводити авіаносці флоту.
Британський проєкт легких флотських авіаносців класу «Колоссус» був зменшеною версією авіаносців флоту класу «Іластріас». Ці кораблі могли будуватися на цивільних верфях. Хоча очікувалося, що їх використання триватиме близько трьох років, останній авіаносець цього типу завершив службу у 2001 році. 